# Cupa României 1981-1982
Ediția 1981-1982 a fost a 44-a ediție a Cupei României la fotbal. A fost câștigată de Dinamo București, care a învins-o în finală pe FC Baia Mare cu scorul de 3-2.

## Desfășurare
Toate meciurile de după faza șaisprezecimilor, exceptând finala (care a avut loc în București), s-au jucat pe teren neutru. În șaisprezecimi au participat 32 de echipe, din care făceau parte și cele din Divizia A. Dacă după 90 de minute scorul era egal se jucau două reprize de prelungiri a câte 15 minute. Dacă după prelungiri scorul era tot egal, soarta calificării se decidea la loviturile de departajare. 

## Șaisprezecimi
| Data              | Echipă gazdă        |   | Echipă oaspete      | Rezultat    |
| ----------------- | ------------------- | - | ------------------- | ----------- |
| 25 noiembrie 1981 | Vagonul Arad        | – | Farul               | 1:2 (d. p.) |
| 2 decembrie 1981  | Progresul Băilești  | – | Steaua București    | 0:3         |
|                   | Gloria Bistrița     | – | Poli Timișoara      | 2:0         |
|                   | Dacia Unirea Brăila | – | Universitatea Cluj  | 1:2         |
|                   | Rapid București     | – | Progresul București | 3:0         |
|                   | Gloria Buzău        | – | UTA Arad            | 2:1         |
|                   | Minerul Certej      | – | Jiul Petroșani      | 1:0         |
|                   | Aro Muscelul        | – | Chimia R Vâlcea     | 1:2         |
|                   | Medgidia⁠(d)         | – | Dinamo București    | 1:4         |
|                   | Carpați Mârșa       | – | ASA Tîrgu Mureș     | 2:1         |
|                   | Înfrățirea Oradea   | – | U Craiova           | 0:1         |
|                   | Scornicești         | – | CS Târgoviște       | 7:8 (pen.)  |
|                   | FCM Brașov          | – | SC Bacău            | 3:1         |
|                   | CSM Suceava         | – | Argeș Pitești       | 0:0 (d. p.) |
|                   | Victoria Tecuci     | – | Corvinul            | 2:4         |
| 3 decembrie 1981  | F.C. Baia Mare      | – | Sportul Studențesc  | 2:0         |

## Optimi
| Data           | Oraș       | Echipă gazdă     |   | Echipă oaspete     | Rezultat    |
| -------------- | ---------- | ---------------- | - | ------------------ | ----------- |
| 31 martie 1982 | Brăila     | Rapid București  | – | Gloria Buzău       | 1:0         |
|                | Brașov     | Gloria Bistrița  | – | CS Târgoviște      | 3:2 (d. p.) |
|                | Hunedoara  | Chimia R Vâlcea  | – | Carpați Mârșa      | 4:0         |
|                | Ploiești   | Dinamo București | – | Farul              | 1:0         |
|                | Sibiu      | Corvinul         | – | FCM Brașov         | 2:1         |
|                | Târgoviște | Argeș Pitești    | – | Steaua București   | 1:0         |
|                | Târgu Jiu  | Minerul Certej   | – | U Craiova          | 0:5 1       |
|                | Zalău      | F.C. Baia Mare   | – | Universitatea Cluj | 1:0 (d. p.) |

1 Universitatea Craiova a pierdut meciul la masa verde după o decizie a FRF.

## Sferturi
| Data        | Oraș           | Echipă gazdă     |   | Echipă oaspete  | Rezultat |
| ----------- | -------------- | ---------------- | - | --------------- | -------- |
| 26 mai 1982 | Brașov         | Dinamo București | – | Corvinul        | 4:3      |
|             | Hunedoara      | F.C. Baia Mare   | – | Chimia R Vâlcea | 2:1      |
|             | Mediaș         | Gloria Bistrița  | – | Minerul Certej  | 3:0      |
|             | Râmnicu Vâlcea | Argeș Pitești    | – | Rapid București | 2:1      |

## Semifinale
| Data          | Oraș        | Echipă gazdă     |   | Echipă oaspete  | Rezultat   |
| ------------- | ----------- | ---------------- | - | --------------- | ---------- |
| 16 iunie 1982 | Brașov      | Dinamo București | – | Gloria Bistrița | 1:0        |
|               | Cluj-Napoca | F.C. Baia Mare   | – | Argeș Pitești   | 5:3 (pen.) |

## Finala Cupei României
| 20 iunie 1982 17:00 | Dinamo București                              | 3 – 2 | F.C. Baia Mare                                          | Stadionul 23 August, București Spectatori: 15.000 Arbitru: Sever Drăgulici (Turnu Severin) |
| 20 iunie 1982 17:00 | Pompiliu Iordache 43' Dudu Georgescu 58', 63' |       | Constantin Dragomirescu 48' Alexandru Koller 48' (pen.) | Stadionul 23 August, București Spectatori: 15.000 Arbitru: Sever Drăgulici (Turnu Severin) |

| DINAMO:           |                   |
|                   |                   |
| P                 | Dumitru Moraru    |
| F                 | Ion Marin         |
| F                 | Cornel Dinu       |
| F                 | Adrian Bumbescu   |
| F                 | Teofil Stredie    |
| M                 | Gheorghe Mulțescu |
| M                 | Dudu Georgescu    |
| M                 | Alexandru Custov  |
| A                 | Pompiliu Iordache |
| A                 | Florea Văetuș     |
| A                 | Costel Orac       |
| Antrenor:         |                   |
| Valentin Stănescu |                   |

| FC BAIA MARE: |                         |     |
|               |                         |     |
| P             | Vasile Moldovan         |     |
| F             | Imre Szepi              |     |
| F             | Miron Borz              |     |
| F             | Ioan Tătăran            |     |
| F             | Alexandru Koller        |     |
| M             | Cristian Ene            |     |
| M             | Radu Pamfil             |     |
| A             | Marin Sabău             |     |
| A             | Constantin Dragomirescu |     |
| A             | Viorel Buzgău           | 65' |
| A             | Adalbert Rozsnai        |     |
| Înlocuiri:    |                         |     |
| A             | Vasile Caciureac        | 65' |
| Antrenor:     |                         |     |
| Paul Popescu  |                         |     |